# Elizabeth Alice Flint
Pour les articles homonymes, voir Flint.
Elizabeth Alice Flint OBE (26 mai 1909 - 7 décembre 2011) est une botaniste néo-zélandaise spécialiste des algues d'eau douce. Elle est co-autrice de la série en trois volumes Flora of New Zealand Desmids publiée de 1986 à 1994.

## Biographie
Née à Edmonton, en Angleterre, Flint grandit dans la banlieue londonienne de New Malden. Sa famille émigre en Nouvelle-Zélande en 1921,. Elle fait ses études au St Margaret's College de Christchurch, puis fait des études de botanique au Canterbury University College, où elle obtient un master en sciences en 1936,. Son mémoire de maîtrise s'intitule The periodicity of the phytoplankton in Lake Sarah, with a consideration of some ecological factors, et l'oblige à effectuer des recherches de terrain au lac Sarah, un lac subalpin près de la station expérimentale de l'université à Cass. Flint fait des études de doctorat au Queen Mary College, sous la direction de Felix Eugen Fritsch, pour lesquelles elle étudie les changements de répartition des algues dans un réservoir à Barn Elms, près de Hammersmith. Sa thèse est intitulée An investigation of the distribution in time and space of the algae of a water-reservoir (Barn Elms).

## Carrière
Pendant la Seconde Guerre mondiale, Flint travaille au laboratoire du Metropolitan Water Board de Londres, puis, entre 1943 et 1945, elle effectue des recherches opérationnelles pour la Royal Air Force. Elle travaille ensuite au Shirley Institute de la British Cotton Industry Research Association. Elle retourne en Nouvelle-Zélande en 1947 pour enseigner la botanique au Victoria University College de Wellington, puis obtient un poste en 1948, à l'université de Leeds, et en 1950, à l'University College Hull.
Flint retourne en Nouvelle-Zélande en 1955 alors que son père est en fin de vie, mais ne trouve pas de travail à temps complet. Elle travaille à temps partiel à la Direction de la recherche scientifique et industrielle (DSIR) jusqu'à sa retraite en 1974. Elle poursuit ses recherches sur les algues terrestres et d'eau douce et publie une trentaine d'articles scientifiques.
À partir de 1987, Flint est chercheuse associée à la division botanique du DSIR et co-dirige la publication de la série en trois volumes Flora of New Zealand Desmids, en collaboration avec Hannah Croasdale et Marilyn Racine, entre 1986 et 1994. Elle poursuit ses recherches à titre bénévole à l'université néo-zélandaise de Lincoln et à Landcare Research jusqu'à l'âge de 100 ans et publie son dernier article à l'âge de 101 ans. Elle meurt en Nouvelle-Zélande le 7 décembre 2011.

## Honneurs et distinctions
Flint est élue membre de la Linnean Society of London en 1942. Elle reçoit la médaille commémorative 1990 de Nouvelle-Zélande. Elle est nommée officier de l'Ordre de l'Empire britannique pour les honneurs du nouvel an 1991, « pour services rendus à la botanique ». En 2017, Flint est l'une des « 150 femmes en 150 mots » distinguées par la Royal Society Te Apārangi, un projet qui célèbre les contributions des femmes à l'élargissement des connaissances en Nouvelle-Zélande.